# Boisa
Boisa, auch Aris Island (deutsch: Arisinsel) genannt, ist eine Insel in der Bismarck-See, gelegen 17 Kilometer vor der Nordostküste der Insel Neuguinea und 5,6 Kilometer nordwestlich der Insel Manam. Die Insel hat eine Größe von 1,29 km² (129 ha). Nach der Volkszählung 2000 wurde eine Bevölkerung von 461 nachgewiesen. Das einzige Dorf liegt im Westen der Insel.
Boisa ist vulkanischen Ursprungs, der Vulkankegel erreicht eine Höhe von 215 Meter und ist oben abgeflacht.
Die Insel gehört zum Bogia District der Provinz Madang von Papua-Neuguinea.
Nach Boisa wurden 2004 einige der Bewohner von Manam evakuiert, als der Vulkan auf der Nachbarinsel ausbrach.

## Verwaltung
Boisa gehört ebenso wie die viel größere Nachbarinsel Manam zum Bogia District im Norden der Provinz Madang. Manam und Boisa bilden zusammen die Iabu Rural LLG (Local Level Government) Area. Dabei bildet Boisa einen der 15 wards (statistische Zählbezirke) der LLG, während die übrigen 14 auf Manam liegen.